# Army Medical Services Museum
O Museum of Military Medicine, antes chamado de Army Medical Services Museum, é um museu localizado no Defence Medical Services Training Centre, em Keogh Barracks, na Mytchett Place Road, na cidade de Mytchett, Surrey, Inglaterra. Ele se mudou para o atual edifício em 1982. O museu atualmente abriga o acervo do Corpo Médico do Exército Real (RAMC), do Queen Alexandra's Royal Army Nursing Corps (QARANC),do Royal Army Veterinary Corps (RAVC) e do Royal Army Dental Corps (RADC).

## Acervo
As coleções em exibição no Museum of Military Medicine incluem alguns dos principais itens do setor médico das Forças Armadas da Inglaterra. É possível ver, entre mais de 20,000 itens, equipamentos médicos, uniformes e insígnias, itens odontológicos e veterinários, ambulâncias e uma grande coleção de medalhas, incluindo 23 das 29 Cruzes da Victoria concedidas aos Serviços Médicos do Exército. O acervo também inclui a carruagem de Florence Nightingale que ela usou na Criméia, adaptada para transportar macas.